# A Pillow of Winds
A Pillow of Winds ist ein Musikstück auf dem 1971 veröffentlichten Musikalbum Meddle der britischen Rockband Pink Floyd. Es ist der zweite Titel des Albums.

## Text und Musik
A Pillow of Winds ist ein sehr ruhiges, von akustischen Gitarren dominiertes Stück, das sich mit der Thematik Liebe beschäftigt. Es folgt auf das kräftige, von E-Bässen gekennzeichnete, instrumentale Werk One of These Days und wurde von der Band als entspannender Ausgleich für den Hörer geschaffen. Für ein Pink-Floyd-Stück ist A Pillow of Winds untypisch, sowohl sein Thema als auch sein musikalischer Stil. Der Text stammt von Pink-Floyd-Bassist Roger Waters, Gitarrist David Gilmour steuerte die Musik bei. Der Titel des Stücks wurde von einem Spielzug im chinesischen Spiel Mah-Jongg inspiriert.

## Besetzung
- David Gilmour – Gesang, Akustische Gitarre und Slide-Gitarre
- Richard Wright – Hammond-Orgel
- Nick Mason – Becken
- Roger Waters – E-Bass